# Anput
Anput é a deusa dos funerais e da mumificação na mitologia egípcia. Ela é também conhecida como Input, Inpewt e Yineput. Seu nome é escrito em hieróglifo como inpwt.
Ela é esposa do deus Anúbis e mãe de Kebechet e Ammit (em alguns relatos).

Anput era representada como uma mulher vestindo um padrão encimado por um Chacal. Provavelmente o exemplo mais notável é na Tríade de Menkaure.

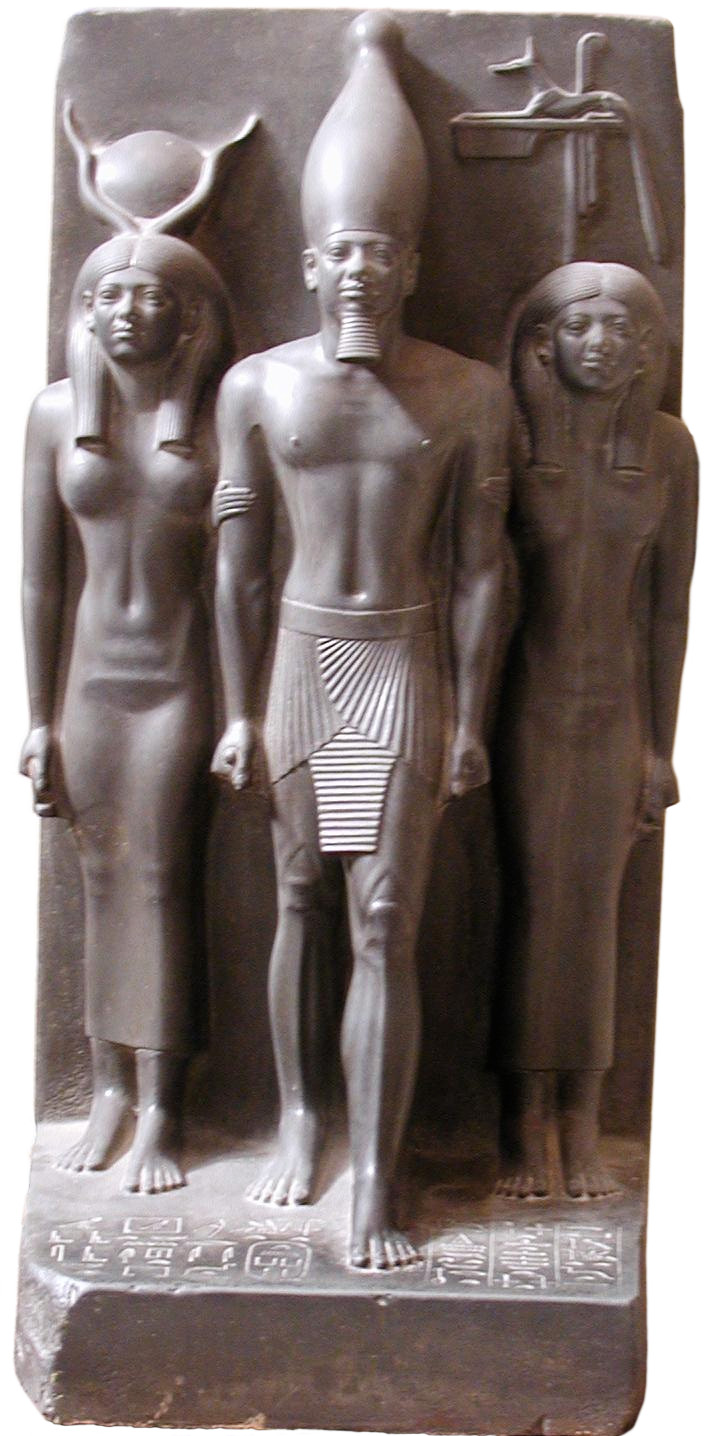
O Faraó Menkaure (no centro), Hator (a esquerda) e Anput (a direita).